# Epidendrum coronatum
Epidendrum coronatum é uma espécie de  planta do grupo Epidendrum.

## Taxonomia
A espécie foi decrita em 1798 por Hipólito Ruiz López.

## Descrição
E. coronatum é uma epífita simpodial que com caules levemente espessados de até 70 cm de comprimento, cobertas pelas bainhas basais das folhas carnudas, alternadas, ovais-lanceoladas, que crescem até 10 cm de comprimento e 2,5 cm de largura. A inflorescência racemosa apical arqueada tem bainhas pequenas em sua base e carrega flores de textura cerosa, de cor verde a creme. A sépala dorsal, a 20 mm de comprimento, é levemente mais longo que as sépalas laterais e as pétalas, que medem 18 milímetros. O labelo é adnado à coluna até seu ápice e convexo além da coluna.

## Forma de vida
É uma espécie epífita e herbácea.

## Conservação
A espécie faz parte da Lista Vermelha das espécies ameaçadas do estado do Espírito Santo, no sudeste do Brasil.

## Distribuição
A espécie é encontrada nos estados brasileiros de Acre, Amazonas, Bahia, Ceará, Espírito Santo, Goiás, Minas Gerais, Mato Grosso do Sul, Mato Grosso, Pará, Paraná, Rio de Janeiro, Roraima e São Paulo. A espécie é encontrada nos  domínios fitogeográficos de Floresta Amazônica, Cerrado e Mata Atlântica, em regiões com vegetação de mata ciliar, mata de igapó, floresta de inundação e floresta ombrófila pluvial.
É encontrada também no Panamá.